# Hidaka, Hokkaidō

Hidaka (日高町 Hidaka-chō?) este un oraș din Japonia, prefectura Hokkaidō.